# Élections législatives saint-marinaises de 2008
Les élections législatives saint-marinaises de 2008 se sont déroulées le 9 novembre 2008.

## Système électoral
Les 60 membres du Grand Conseil général sont élus à la proportionnelle, les sièges étant attribués selon la méthode d'Hondt. Le seuil électoral est calculé en multipliant le nombre de partis qui participent aux élections par 0,4 avec un seuil maximum possible de 3,5 %.
Si aucune coalition n'obtient la majorité absolue au premier tour, un second tour est organisé entre les deux coalitions ayant obtenu le plus de voix. À l'issue de ce second tour, le vainqueur obtient une prime majoritaire pour lui assurer d'avoir une majorité.
Ce système électoral ayant été adopté plus tôt en 2008, il s'agit de la première élection se déroulant sous ce nouveau mode de scrutin.

## Résultats
|                        |                                                   |                                            |                            |        |       |               |               |               |  |  |  |  |  |  |
| Coalition              | Coalition                                         | Liste                                      | Liste                      | Votes  | %     | +/-           | Sièges        | +/-           |  |  |  |  |  |  |
|                        | Pacte pour Saint-Marin                            |                                            | Liste commune PDCS–EPS–AeL | 6 693  | 31,90 | 1,02          | 22            | 1             |  |  |  |  |  |  |
|                        | Pacte pour Saint-Marin                            | Alliance populaire                         | 2 417                      | 11,52  | 0,53  | 7             | en stagnation |               |  |  |  |  |  |  |
|                        | Pacte pour Saint-Marin                            | Liste de la liberté (NPS-NS)               | 1 317                      | 6,28   | 1,67  | 4             | en stagnation |               |  |  |  |  |  |  |
|                        | Pacte pour Saint-Marin                            | Union Saint-Marinaise des modérés (PS–ANS) | 874                        | 4,17   | 0,58  | 2             | en stagnation |               |  |  |  |  |  |  |
|                        | Pacte pour Saint-Marin                            | Votes pour la coalition                    | 73                         | 0,35   | -     | 0             | -             |               |  |  |  |  |  |  |
| Total                  | Total                                             | 11 373                                     | 54,22                      | Nv.    | 35    | 35            |               |               |  |  |  |  |  |  |
|                        | Réformes et libertés                              |                                            |                            |        |       |               |               |               |  |  |  |  |  |  |
|                        | Parti des socialistes et des démocrates (av. SpL) | 6 703                                      | 31,96                      | 1,71   | 18    | 3             |               |               |  |  |  |  |  |  |
|                        | Gauche unie (RCS–PdS)                             | 1 797                                      | 8,57                       | 0,10   | 5     | en stagnation |               |               |  |  |  |  |  |  |
|                        | Démocrates du Centre                              | 1 037                                      | 4,94                       | Nv.    | 2     | 2             |               |               |  |  |  |  |  |  |
|                        | Votes pour la coalition                           | 65                                         | 0,31                       | -      | 0     | -             |               |               |  |  |  |  |  |  |
| Total                  | Total                                             | 9 602                                      | 45,78                      | Nv.    | 25    | 25            |               |               |  |  |  |  |  |  |
|                        |                                                   |                                            |                            |        |       |               |               |               |  |  |  |  |  |  |
| Suffrages exprimés     | Suffrages exprimés                                | Suffrages exprimés                         | Suffrages exprimés         | 20 975 | 96,19 |               |               |               |  |  |  |  |  |  |
| Votes blancs et nuls   | Votes blancs et nuls                              | Votes blancs et nuls                       | Votes blancs et nuls       | 831    | 3,81  |               |               |               |  |  |  |  |  |  |
| Total                  | Total                                             | Total                                      | Total                      | 21 806 | 100   | -             | 60            | en stagnation |  |  |  |  |  |  |
| Abstentions            | Abstentions                                       | Abstentions                                | Abstentions                | 10 039 | 31,52 |               |               |               |  |  |  |  |  |  |
| Inscrits/Participation | Inscrits/Participation                            | Inscrits/Participation                     | Inscrits/Participation     | 31 845 | 68,48 |               |               |               |  |  |  |  |  |  |